# Ambovombe (stad)
Ambovombe is een stad in Madagaskar gelegen in de buurt van de zuidkust in de regio Androy. De stad telt 63.032 inwoners (2005).

## Geschiedenis
Tot 1 oktober 2009 lag Andapa in de provincie Toliara. Deze werd echter opgeheven en vervangen door de regio Androy. Tijdens deze wijziging werden alle autonome provincies  opgeheven en vervangen door de in totaal 22 regio's van Madagaskar.
- Virtual International Authority File: 6632148574280424430008